# ميجر غرينوود
ميجر غرينوود (بالإنجليزية: Major Greenwood)‏ (9 أغسطس 1880 - 5 أكتوبر 1949) عالم أوبئة وإحصائي إنجليزي.
ولد ميجر في شورديتش ‏ في الطرف الشرقي من لندن لطبيب وكان هو الابن الوحيد، درس الطب في كلية لندن الجامعية ومستشفى لندن.